# Lugan

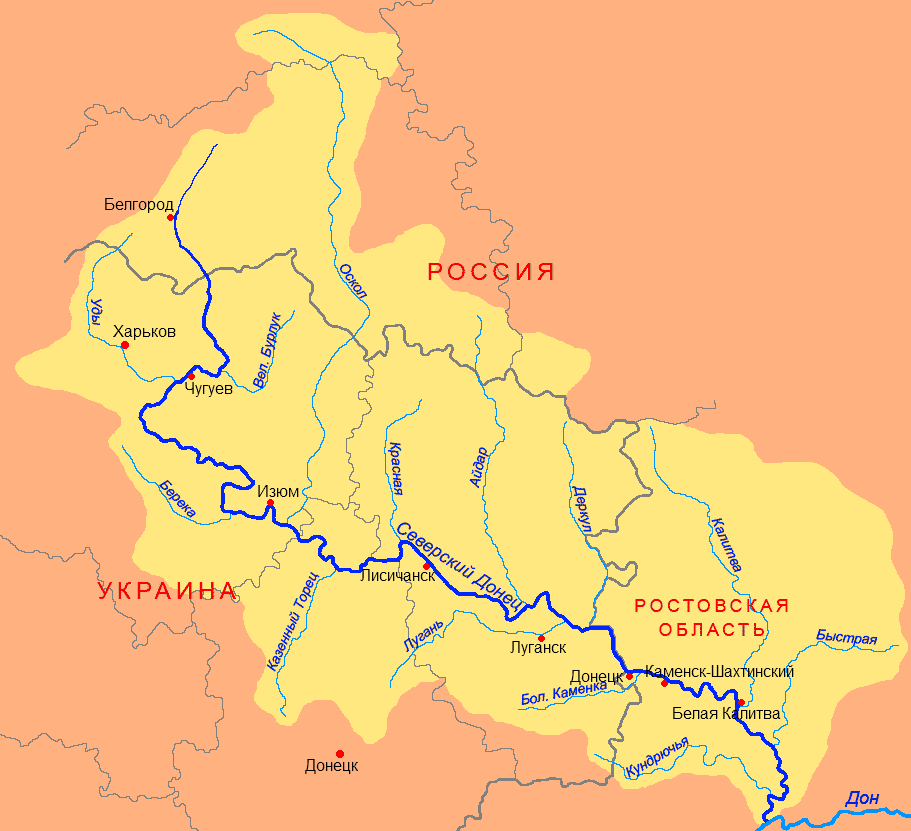

Luganul sau Luganka (în ucraineană Лугань / Луганка, transliterat: Luhan / Luhanka) este un râu din Ucraina care curge prin raionul Bahmut (regiunea Donețk) și raioanele Popasna și Sloveanoserbsk (regiunea Luhansk), afluent drept al Donețului (bazinul Don).

## Cursul râului
Izvorăște în estul orașului Gorlovka (regiunea Donețk), lângă gara Bairak, dintr-un izvor de pe lanțul deluros Doneț. Curge în principal spre nord-est, în cursul inferior spre est. Se varsă în Doneț la est de orașul Luhansk, lângă orășelul Stanița Luganskaia (regiunea Luhansk).

## Afluenți principali
Afluenții principali sunt Kamîșevaha, Lozovaia, Belaia, Olhovka (pe dreapta).

## Hidrografia

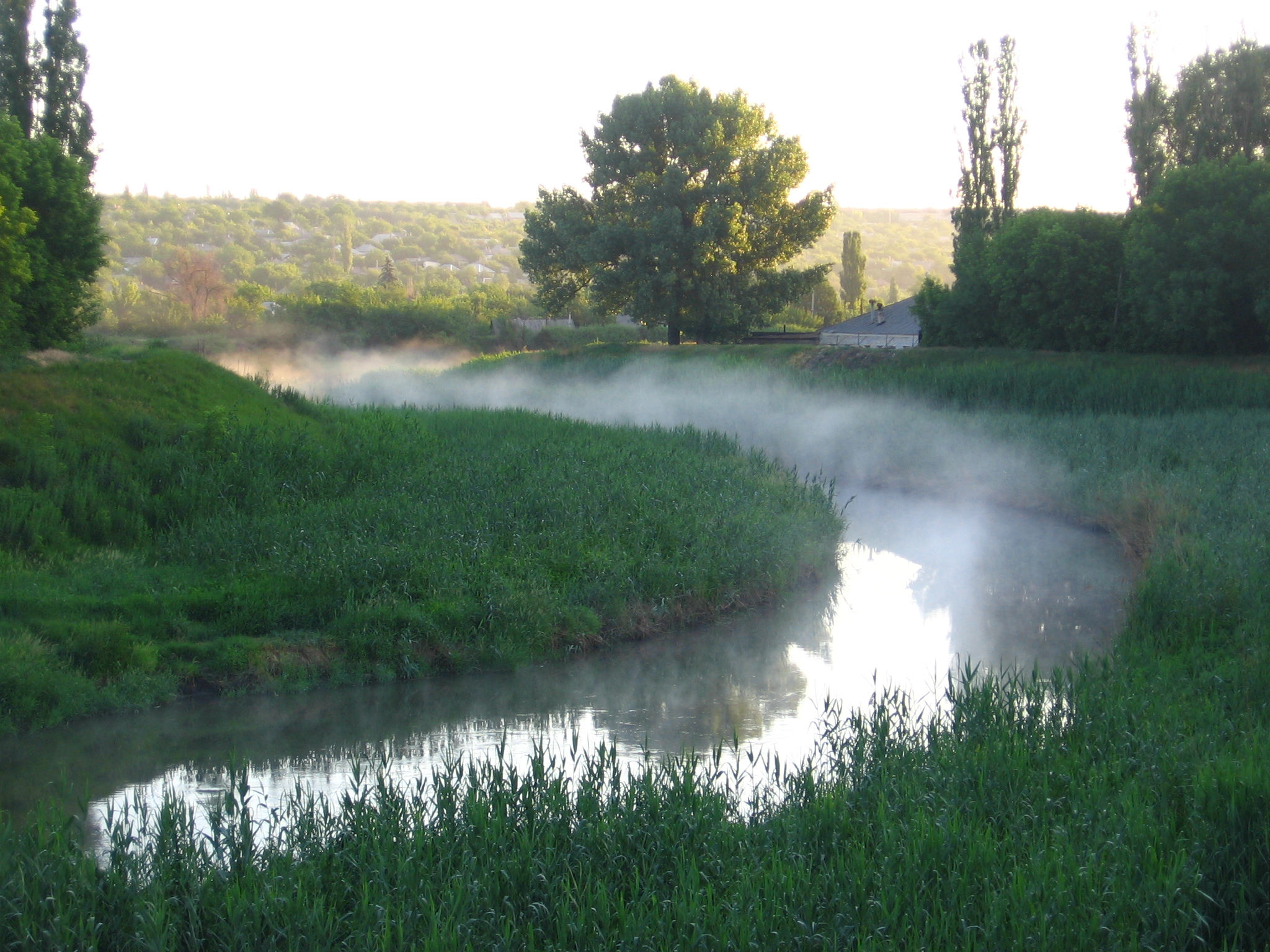
Ceață pe râul Lugan

Are o lungime de 198 km, suprafața bazinului hidrografic este de 3740 km². Valea Luganului este predominant trapezoidală, asimetrică, și are o lățime de la 1,5 până la 5 km. De-a lungul ambelor maluri se află lunca inundabilă, în unele zone mlăștinoasă; lunca are o lățimea medie de 200-300 m, lățimea maximă este de 2 km (sub Luhansk). Albia râului este șerpuitoare, pe alocuri ramificată. În cursul superior al râului, albia are o lățimea de 0,5-1,5 m, în aval - până la 10-20 m, în porțiunile cu adâncimi mari - până la 40 m; există praguri. Adâncimea râului este de 1,5-2,5 m. Panta râului este de 1,3 m/km.
Debitul maxim (60-88%) are loc primăvara, debitul minim (10%) - iarna. Debitul mediu anual este de 129,6 milioane m³. Debitul variază de la 7 (lângă orașul Zimogorie, raionul Sloveanoserbsk, regiunea Luhansk) până la 12,3 m³/s. (în Lugansk). Cele mai mari debituri sunt de 121 m³/s.
Regimul hidrologic al apelor este de tip est-european cu ape mari primăvara, un nivel scăzut al apei vară și un nivel crescut al apei toamna (din cauza ploilor) și iarna (din cauza dezghețurilor frecvente). Vara, râul seacă în cursul său superior. Luganul îngheață la sfârșitul lui noiembrie - începutul lui decembrie. Gheața persistă în medie aproximativ 3 luni, în unii ani gheața este instabilă. Se dezgheață în a 2-a - 3-a decada a lui martie. Alimentarea râului este din apa provenită din topirea zăpezilor - 65-75%, apa din ploile de vara-toamna - 25%, ape subterane - 5-10%.

## Utilizarea apei
Pe malurile lacurilor de acumulare - locuri de odihnă. Stații hidrologice în apropierea orășelului Kalinovo (din 1928) și Luhansk (din 1925). Pe Lugan au fost construite 3 lacuri de acumulare și o ecluză-regulator. Apa Luganului este folosită în principal pentru aprovizionare cu apă tehnică a întreprinderilor industriale și a minelor și pentru irigatii.

## Poluarea
Râul este poluat mult cu ape reziduale industriale. Apele uzate de la întreprinderile industriale și mine au dus la modificări ale regimului hidrologic natural și a calității apelor de suprafață. Râul are nevoie de măsuri complexe de depoluare - îmbunătățirea epurării apelor uzate și reducerea deversărilor acestora prin alimentarea cu apă în circuit închis, crearea unor zone de protecție a apelor în bazinul râului și pe malurile acestuia.

## Orașe pe Lugan
Pe Lugan se află și orașele Svitlodarsk (raionul Bahmut, regiunea Donețk), Lugansk, Aleksandrovsk (consiliul orășenesc Luhansk), Pervomaisk și Kirovsk (Golubovka) (ambele în regiunea Luhansk) și orășelele Luganskoe, Mironovski (ambele în raionul Bahmut), Donețki (consiliul orășenesc Golubovka) și Zimogorie, Senteanovka (Frunze) (raionul Sloveanoserbsk).